# オーレ・ローセン
オーレ・ローセン（Ole Laursen、男性、1977年8月21日 - ）は、デンマークのキックボクサー、総合格闘家。フィリピン・マニラ出身。Untamed所属。ヨーロッパの格闘技イベント「スーパーリーグ」に出場。「アイアンフィスト」の異名通り、パンチが最大の武器。ブラジリアン柔術の経験もあり、総合格闘家としても活動。
デンマーク人の父とフィリピン人の母を持つハーフ。デンマーク人ではあるが、タイ在住であり、ラオスとの国境付近のウボンに住み、練習を積んでいる。夫人もタイ人である。

## 来歴

### 幼少期
フィリピンのマニラで生まれ、2歳の時にデンマークに移住。15歳の時に、デンマークで1歳年上の兄のクリスチャン・ローセンに誘われ、ムエタイを始めた。プロ転向までにアマチュアで6戦の経験を積み、デビュー戦を黒星を喫するも、その後5連続KO勝ちした。

### プロ転向
2000年6月29日にイギリスのイングランドで行われた、IKFプロムエタイ欧州ライトミドル級タイトルマッチで、エヴァル・デントン（イギリス）を3-0の判定で下し、初代王者になった。
2001年2月、アメリカ合衆国カリフォルニア州ロサンゼルスで行われたIMTC世界スーパーウェルター級タイトルマッチで、クンポン・ゲーオサムリット（タイ）に5R3-0の判定で勝利し、新王者になった。
2002年にタイで行われたタイ国王誕生日の大会「KING'S CUP 2002」に出場。1回戦と準決勝をKOで勝ち進んだ。しかし、決勝戦がパリで行われることになり、スーパーリーグからオファーが来ていたこともあり、決勝戦を辞退した。
2004年9月19日、シュートボクシングの世界トーナメント「S-cup 2004」に出場。1回戦でアンディ・サワーにパンチの連打で2度ダウンを喫し、1R2:37TKO負け。
2004年10月23日、ドイツで開催されたスーパーリーグでカマル・エル・アムラーニに5RパンチでTKO勝ち。

### 総合格闘技挑戦
2006年3月15日、HERO'Sに総合初参戦。須藤元気と対戦。キックボクサー相手ということで中国武術の道着を着るなどローセンを舐めていた須藤を正確な打撃で追い立て、2Rから本気になった須藤のヒールホールドを凌ぎ切るなど適応力の高さを見せる。パウンドで攻撃するなど持ち前の打撃で勝負したが、判定負け。
2006年5月3日、HERO'S 2006で宇野薫と対戦、ガードの固さで粘ったが、最後はチョークスリーパーで一本負け。

### K-1参戦
2006年4月5日、HERO'Sで須藤に敗れてから1か月も経たないうちにK-1に初参戦。K-1 WORLD MAX 2006 〜世界一決定トーナメント開幕戦〜でドラゴと対戦するも判定負け。
2007年4月4日、K-1 WORLD MAX 2007 〜世界最終選抜〜で魔裟斗と対戦するも判定負け。
2007年6月28日、K-1 WORLD MAX 2007 〜世界一決定トーナメント開幕戦〜にイアン・シャファーの代打としてトーナメントに参戦、アンディ・サワーの右クロスカウンターで1RKO負け。

## 戦績

### キックボクシング
| キックボクシング 戦績 | キックボクシング 戦績 | キックボクシング 戦績 | キックボクシング 戦績 | キックボクシング 戦績 | キックボクシング 戦績 | キックボクシング 戦績 |
| --------------------- | --------------------- | --------------------- | --------------------- | --------------------- | --------------------- | --------------------- |
| 53 試合               | (T)KO                 | 判定                  | その他                | 引き分け              | 無効試合              |                       |
| 34 勝                 | 10                    |                       |                       | 0                     | 0                     |                       |
| 19 敗                 |                       |                       |                       | 0                     | 0                     |                       |

| 勝敗 | 対戦相手                         | 試合結果                    | 大会名                                                                  | 開催年月日     |
| ×    | ヴァージル・カラコダ             | 3R+延長R終了 判定0-3        | K-1 Rumble of the Kings 2008                                            | 2008年5月31日  |
| ×    | アンディ・サワー                 | 1R 2:07 KO（右ストレート）  | K-1 WORLD MAX 2007 〜世界一決定トーナメント開幕戦〜 【1回戦】           | 2007年6月28日  |
| ×    | 魔裟斗                           | 3R終了 判定0-3              | K-1 WORLD MAX 2007 〜世界最終選抜〜                                     | 2007年4月4日   |
| ×    | ブアカーオ・ポー.プラムック      | 2R 2:49 TKO                 | K-1 Scandinavia Rumble of the Kings 2006 【スーパーファイト】           | 2006年11月24日 |
| ○    | ジャン・スカボロスキー           | 延長R終了 判定              | K-1 WORLD GP 2006 スカンジナビア地区予選                                | 2006年5月20日  |
| ×    | ドラゴ                           | 3R終了 判定0-3              | K-1 WORLD MAX 2006 〜世界一決定トーナメント開幕戦〜 【1回戦】           | 2006年4月5日   |
| ×    | フォード・サデギ                 | 3R終了 判定                 | SuperLeague Austria                                                     | 2005年10月22日 |
| ×    | アリ・グンヤー                   | 3R終了 判定                 | SuperLeague Tournament Turkey 2005【1回戦】                             | 2005年9月24日  |
| ×    | ホセ・レイス                     | 5R終了 判定                 | SuperLeague Austria 2005                                                | 2005年4月9日   |
| ×    | 宍戸大樹                         | 3R 0:22 KO（右ハイキック）  | SHOOT BOXING 2005 GROUND ZERO FUKUOKA                                   | 2005年1月23日  |
| ○    | カマル・エル・アムラーニ         | 5R KO（パンチ）             | SuperLeague Germany 2004                                                | 2004年10月23日 |
| ×    | アンディ・サワー                 | 1R 2:37 TKO（右ストレート） | SHOOT BOXING WORLD TOURNAMENT S-cup 2004 【1回戦】                      | 2004年9月19日  |
| ○    | ファディ・メルザ                 | 判定                        | SuperLeague Switzerland 2004                                            | 2004年5月22日  |
| ×    | グレゴリー・スワーツ             | 判定                        | SuperLeague Italy 2004                                                  | 2004年3月20日  |
| ×    | ヌントラガーン・ポームアンウボン | 3R終了 判定                 | スッグ マハーガムムエタイローク S-1 ワールドチャンピオンシップ 【予選】 | 2004年3月4日   |
| ○    | ファディ・メルザ                 | 5R終了 判定                 | SuperLeague Netherlands 2003                                            | 2003年12月6日  |
| ○    | ピーター・クルーク               | 2R TKO                      | SuperLeague Germany 2003                                                | 2003年9月27日  |
| ×    | シェイン・チャップマン           | 5R終了 判定                 | SuperLeague Austria 2003                                                | 2003年5月10日  |
| ×    | ヨムホッド・キアタディサック     | 3R終了 判定0-3              | K-1 WORLD GP 2003 世界地区予選 スカンジナビア大会 【スーパーファイト】  | 2003年3月15日  |
| ○    | イムロ"マーダー"メイン           | 5R終了 判定                 | Viking Fight Rumble in the West                                         | 2003年2月15日  |
| ×    | ドゥエイン・ラドウィック         | 延長R終了 判定              | K-1 WORLD MAX USA 2002 【決勝戦】                                       | 2002年3月15日  |
| ○    | ジェイソン・ジリアン             | 1R 0:34 KO                  | K-1 WORLD MAX USA 2002 【1回戦】                                        | 2002年3月15日  |
| ○    | サシスプラッパ                   | 4R KO                       | WARRIORS CUP OF AMERICA                                                 | 2001年10月12日 |
| ×    | コングナパー・ワチャラビット     | 判定                        | WARRIORS CUP OF AMERICA III                                             | 2001年6月3日   |
| ○    | クンポン・ケアスンリット         | 判定                        | WARRIORS CUP OF AMERICA II                                              | 2001年2月15日  |
| ○    | エヴァル・デントン               | 判定                        | IKF NIGHT OF CHAMPIONS 【IKFムエタイ欧州ライトミドル級タイトルマッチ】  | 2000年6月30日  |

### 総合格闘技
| 総合格闘技 戦績 | 総合格闘技 戦績 | 総合格闘技 戦績 | 総合格闘技 戦績 | 総合格闘技 戦績 | 総合格闘技 戦績 | 総合格闘技 戦績 |
| --------------- | --------------- | --------------- | --------------- | --------------- | --------------- | --------------- |
| 3 試合          | (T)KO           | 一本            | 判定            | その他          | 引き分け        | 無効試合        |
| 1 勝            | 0               | 1               | 0               | 0               | 0               | 0               |
| 2 敗            | 0               | 1               | 1               | 0               | 0               | 0               |

| 勝敗 | 対戦相手           | 試合結果                   | 大会名                                                                                | 開催年月日     |
| ○    | リュウ・グァンヨウ | 1R 5:27 チョークスリーパー | AOW 9: Fists of Fury                                                                  | 2007年11月25日 |
| ×    | 宇野薫             | 2R 4:36 チョークスリーパー | HERO'S 2006 ミドル級世界最強王者決定トーナメント開幕戦 【ミドル級トーナメント 1回戦】 | 2006年5月3日   |
| ×    | 須藤元気           | 延長R終了 判定0-3          | HERO'S 2006                                                                           | 2006年3月15日  |

## 獲得タイトル
- 初代IKFプロムエタイ欧州ライトミドル級王座（防衛0度）
- IMTC世界スーパーウェルター級王座
- タイKING'S CUP 2002 優勝